# Colombey-lès-Choiseul
Pour les articles homonymes, voir Colombey.
Colombey-lès-Choiseul est une ancienne commune française du département de la Haute-Marne en région Grand Est. Elle est associée à la commune de Breuvannes-en-Bassigny depuis 1972.

## Toponymie
Colombey dérive du substantif latin cŏlumbārium, qui désigne soit un pigeonnier, soit un tombeau ou caveau funéraire. Il est difficile de trancher. C’est le mot columbarium, « pigeonnier », qui a fourni malgré tout le plus de toponymes.

## Histoire
En 1789, ce village dépend du Barrois dans le bailliage de Bourmont.
Le 1er novembre 1972, la commune de Colombey-lès-Choiseul est rattachée sous le régime de la fusion-association à celle de Breuvannes qui devient Breuvannes-en-Bassigny.

## Politique et administration
| Période                                  | Période | Identité          | Étiquette | Qualité |
| ---------------------------------------- | ------- | ----------------- | --------- | ------- |
|                                          |         | Jean-Claude PERNY |           |         |
| Les données manquantes sont à compléter. |         |                   |           |         |

## Démographie
| 1911 | 1921 | 1926 | 1931 | 1936 | 1946 | 1954 | 1962 | 1968 |
| ---- | ---- | ---- | ---- | ---- | ---- | ---- | ---- | ---- |
| 380  | 313  | 277  | 270  | 295  | 269  | 261  | 232  | 198  |

## Lieux et monuments
- Église Saint-Martin

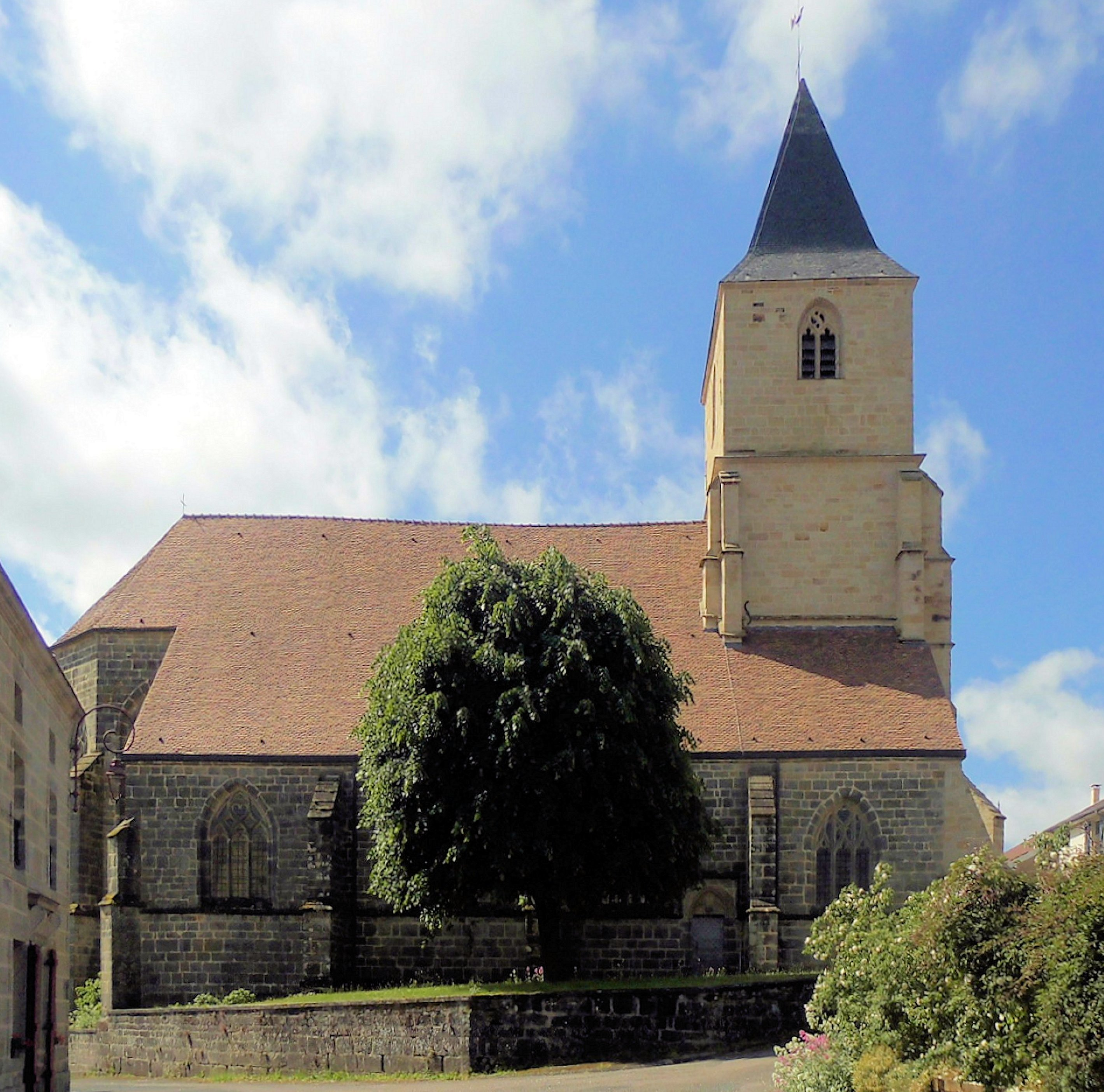
L'église Saint-Martin.
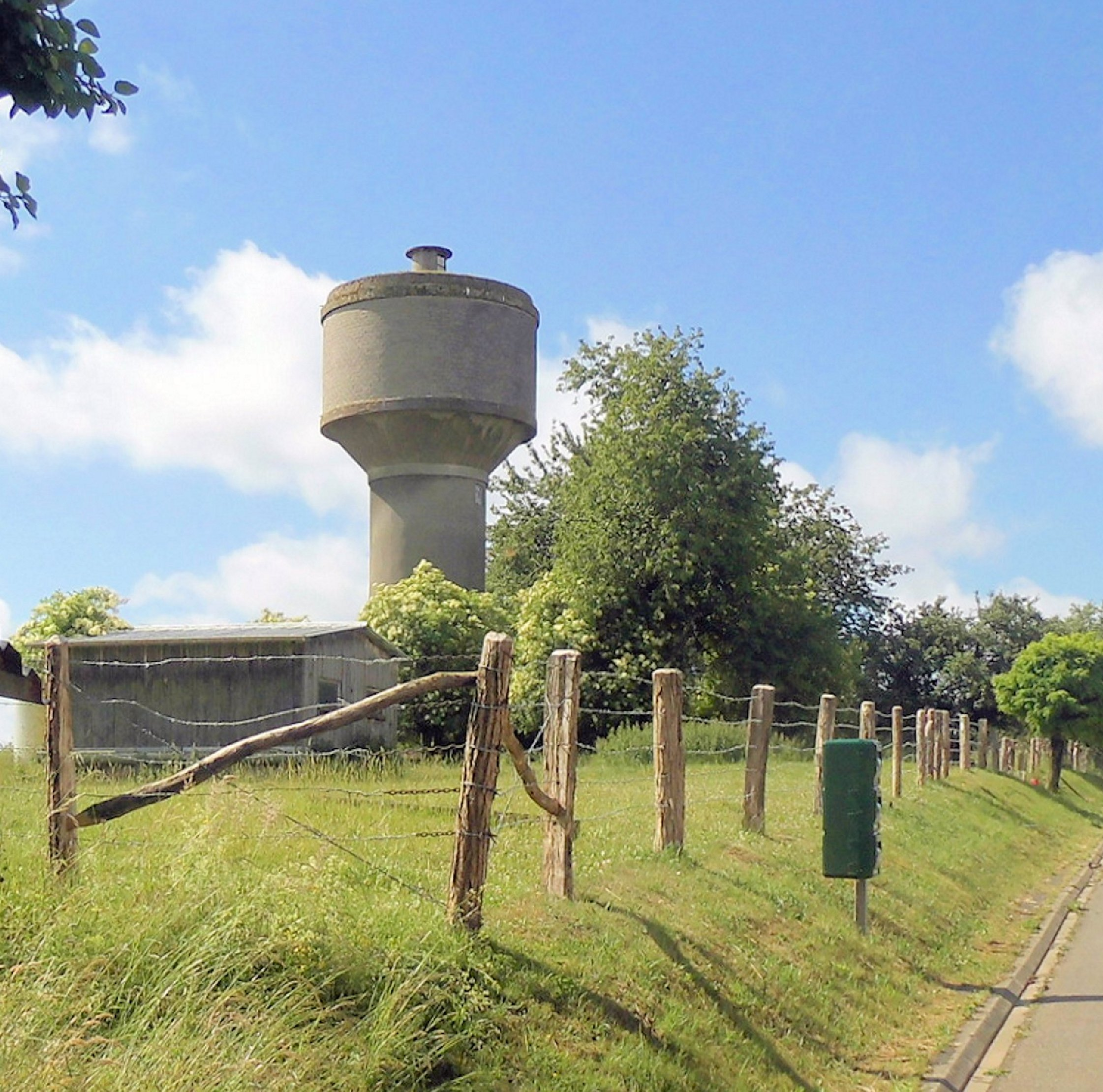
Le château d'eau.